# Formuła 1 Sezon 1969
Sezon 1969 Formuły 1 był 20. sezonem organizowanych przez FIA wyścigów. Rozpoczął się 1 marca 1969, i zakończył 19 października po jedenastu wyścigach.

## Przegląd sezonu
| Rnd | Wyścig                       | Data            | Miejsce            | Zwycięzca      | Konstruktor  |
| --- | ---------------------------- | --------------- | ------------------ | -------------- | ------------ |
| 1   | Grand Prix RPA               | 1 marca         | Kyalami            | Jackie Stewart | Matra-Ford   |
| 2   | Grand Prix Hiszpanii         | 4 maja          | Montjuïc           | Jackie Stewart | Matra-Ford   |
| 3   | Grand Prix Monako            | 18 maja         | Monaco             | Graham Hill    | Lotus-Ford   |
| 4   | Grand Prix Holandii          | 21 czerwca      | Zandvoort          | Jackie Stewart | Matra-Ford   |
| 5   | Grand Prix Francji           | 6 lipca         | Charade            | Jackie Stewart | Matra-Ford   |
| 6   | Grand Prix Wielkiej Brytanii | 19 lipca        | Silverstone        | Jackie Stewart | Matra-Ford   |
| 7   | Grand Prix Niemiec           | 3 sierpnia      | Nürburgring        | Jacky Ickx     | Brabham-Ford |
| 8   | Grand Prix Włoch             | 7 września      | Monza              | Jackie Stewart | Matra-Ford   |
| 9   | Grand Prix Kanady            | 20 września     | Mosport Park       | Jacky Ickx     | Brabham-Ford |
| 10  | Grand Prix USA               | 5 października  | Watkins Glen       | Jochen Rindt   | Lotus-Ford   |
| 11  | Grand Prix Meksyku           | 19 października | Hermanos Rodríguez | Denny Hulme    | McLaren-Ford |

## 1969 Klasyfikacja końcowa konstruktorów
| Miejsce | Konstruktor     | Pojazd          | Silnik              | Punktów | Zwycięstw | Podium | PP |
| ------- | --------------- | --------------- | ------------------- | ------- | --------- | ------ | -- |
| 1       | Matra-Ford      | MS10 MS80 MS84  | Ford Cosworth DFV   | 66      | 6         | 10     | 2  |
| 2       | Brabham-Ford    | BT26A           | Ford Cosworth DFV   | 49 (51) | 2         | 9      | 4  |
| 3       | Lotus-Ford      | 49B 63          | Ford Cosworth DFV   | 47      | 2         | 7      | 5  |
| 4       | McLaren-Ford    | M7A M7B M7C M9A | Ford Cosworth DFV   | 38 (40) | 1         | 5      |    |
| 5       | Ferrari         | 312/69          | Ferrari 255C        | 7       |           | 1      |    |
| 6       | BRM             | P133 P138 P139  | BRM P142            | 7       |           | 1      |    |
| 7       | Cooper-Maserati | T86B            | Maserati Tipo 10/F1 |         |           |        |    |
| 8       | Brabham-Repco   | BT20 BT24       | Repco 740           |         |           |        |    |
| 9       | Brabham-Climax  | BT23B           | Climax FPF          |         |           |        |    |
| 10      | Eagle-Climax    | T1G             | Climax FPF          |         |           |        |    |

## 1969 Klasyfikacja końcowa kierowców
| Pos. | Kierowca             | RSA | ESP | MON | NED | FRA | GBR | GER | ITA | CAN | USA | MEX | Pts. |
| ---- | -------------------- | --- | --- | --- | --- | --- | --- | --- | --- | --- | --- | --- | ---- |
| 1    | Jackie Stewart       | 1   | 1   | NS  | 1   | 1   | 1   | 2   | 1   | NS  | NS  | 4   | 63   |
| 2    | Jacky Ickx           | NS  | 6   | NS  | 5   | 3   | 2   | 1   | 10  | 1   | NS  | 2   | 37   |
| 3    | Bruce McLaren        | 5   | 2   | 5   | NS  | 4   | 3   | 3   | 4   | 5   | NS  | NW  | 26   |
| 4    | Jochen Rindt         | NS  | NS  |     | NS  | NS  | 4   | NS  | 2   | 3   | 1   | NS  | 22   |
| 5    | Jean-Pierre Beltoise | 6   | 3   | NS  | 8   | 2   | 9   | 12* | 3   | 4   | NS  | 5   | 21   |
| 6    | Denny Hulme          | 3   | 4   | 6   | 4   | 8   | NS  | NS  | 7   | NS  | NS  | 1   | 20   |
| 7    | Graham Hill          | 2   | NS  | 1   | 7   | 6   | 7   | 4   | 9   | NS  | NS  |     | 19   |
| 8    | Piers Courage        |     | NS  | 2   | NS  | NS  | 5   | NS  | 5   | NS  | 2   | 10  | 16   |
| 9    | Jo Siffert           | 4   | NS  | 3   | 2   | 9   | 8   | 11* | 8   | NS  | NS  | NS  | 15   |
| 10   | Jack Brabham         | NS  | NS  | NS  | 6   |     |     |     | NS  | 2   | 4   | 3   | 14   |
| 11   | John Surtees         | NS  | 5   | NS  | 9   |     | NS  | NW  | NC  | NS  | 3   | NS  | 6    |
| 12   | Chris Amon           | NS  | NS  | NS  | 3   | NS  | NS  |     |     |     |     |     | 4    |
| 13   | Richard Attwood      |     |     | 4   |     |     |     |     |     |     |     |     | 3    |
| 14   | Vic Elford           |     |     | 7   | 10  | 5   | 6   | NS  |     |     |     |     | 3    |
| 15   | Pedro Rodríguez      | NS  | NS  | NS  |     |     | NS  |     | 6   | NS  | 5   | 7   | 3    |
| 16   | Silvio Moser         |     |     | NS  | NS  | 7   |     |     | NS  | NS  | 6   | 11  | 1    |
| 17   | Jackie Oliver        | 7   | NS  | NS  | NS  |     | NS  | NS  | NS  | NS  | NS  | 6   | 1    |
| 18   | Johnny Servoz-Gavin  |     |     |     |     |     |     |     |     | 6   | NC  | 8   | 1    |
| 19   | Sam Tingle           | 8   |     |     |     |     |     |     |     |     |     |     | 0    |
| 20   | Pete Lovely          |     |     |     |     |     |     |     |     |     | NS  | 9   | 0    |
| 21   | John Miles           |     |     |     |     | NS  | 10  |     | NS  | NS  |     | NS  | 0    |
| –    | Bill Brack           |     |     |     |     |     |     |     |     | NC  |     |     | 0    |
| –    | Mario Andretti       | NS  |     |     |     |     |     | NS  |     |     | NS  |     | 0    |
| –    | Jo Bonnier           |     |     |     |     |     | NS  | NS  |     |     |     |     | 0    |
| –    | George Eaton         |     |     |     |     |     |     |     |     |     | NS  | NS  | 0    |
| –    | Peter de Klerk       | NC  |     |     |     |     |     |     |     |     |     |     | 0    |
| –    | Basil van Rooyen     | NS  |     |     |     |     |     |     |     |     |     |     | 0    |
| –    | John Love            | NS  |     |     |     |     |     |     |     |     |     |     | 0    |
| –    | Derek Bell           |     |     |     |     |     | NS  |     |     |     |     |     | 0    |
| –    | John Cordts          |     |     |     |     |     |     |     |     | NS  |     |     | 0    |
| –    | Al Pease             |     |     |     |     |     |     |     |     | DSQ |     |     | 0    |
| Pos. | Kierowca             | RSA | ESP | MON | NED | FRA | GBR | GER | ITA | CAN | USA | MEX | Pts. |

| Legenda oznaczeń w tabelach wyników Wyświetl szablon na nowej stronie | Legenda oznaczeń w tabelach wyników Wyświetl szablon na nowej stronie                                                                     |
| Oznaczenie                                                            | Wyjaśnienie |
| --------------------------------------------------------------------- | --- |
| Złoty                                                                 | Zwycięzca lub mistrzostwo |
| Srebrny                                                               | 2. miejsce lub wicemistrzostwo |
| Brązowy                                                               | 3. miejsce lub II wicemistrzostwo |
| Zielony                                                               | Ukończył, punktował (w klasyfikacji generalnej, gdy zdobył co najmniej jeden punkt na przestrzeni sezonu, poza trzema powyższymi opcjami) |
| Niebieski                                                             | Ukończył, nie punktował (w klasyfikacji generalnej, gdy nie zdobył co najmniej jednego punktu na przestrzeni sezonu)                      |
| Czerwony                                                              | Nie zakwalifikował się (NZ) |
| Czerwony                                                              | Nie prekwalifikował się (NPK) |
| Różowy                                                                | Nie ukończył (NU) |
| Różowy                                                                | Niesklasyfikowany (NS) (w klasyfikacji generalnej, gdy nie został sklasyfikowany w żadnym wyścigu sezonu)                                 |
| Czarny                                                                | Zdyskwalifikowany (DK) |
| Czarny                                                                | Wykluczony (WYK/EX) |
| Biały                                                                 | Nie wystartował (NW) |
| Biały                                                                 | Kontuzjowany (K/INJ) |
| Biały                                                                 | Wyścig odwołany (OD/C) |
| Bez koloru                                                            | Został wycofany (WYC/WD) |
| Bez koloru                                                            | Nie przybył (NP/DNA) |
| Bez koloru                                                            | Nie brał udziału w treningach (NT/DNP) |
| Bez koloru                                                            | Nie został zgłoszony (–) |
| Pogrubienie                                                           | Start z pole position |
| Kursywa                                                               | Najszybsze okrążenie wyścigu |
| †                                                                     | Nie ukończył, ale jego rezultat został zaliczony ze względu na przejechanie więcej niż 90% dystansu wyścigu.                              |
| *                                                                     | Sezon w trakcie |
| 1/2/3                                                                 | Punktowana pozycja w sprincie kwalifikacyjnym                                                                                             |
| Lista systemów punktacji Formuły 1                                    | |